# Metarbela alluaudi
Metarbela alluaudi is een vlinder uit de familie van de Metarbelidae. De wetenschappelijke naam van deze soort is voor het eerst gepubliceerd in 1914 door Ferdinand Le Cerf.
Deze soort komt voor in Kenia.